# 稲葉正成
稲葉 正成（いなば まさなり）は、安土桃山時代から江戸時代にかけての武将、大名。美濃国十七条藩主、下野国真岡藩初代藩主。正成系稲葉家宗家初代。

## 生涯
元亀2年（1571年）、林政秀の次男として誕生。
稲葉重通の婿養子となるが重通の娘に先立たれたため、重通は代わりに姪である福（後の春日局）を養女として正成に嫁がせた。正成は義父と共に豊臣秀吉に仕えたが、秀吉の命を受けて小早川氏に入った小早川秀秋の家臣（家老・5万石）となり秀秋を補佐した。四国攻め・小田原征伐で活躍し、慶長の役（朝鮮出兵）では秀秋麾下として従軍した。慶長5年（1600年）の関ヶ原の戦いでは平岡頼勝と共に徳川家康と内通し、秀秋を東軍に寝返らせる事に成功した。しかし、戦後に秀秋と対立し美濃に蟄居する。
慶長7年（1602年）、秀秋が死去して小早川氏が断絶すると浪人となる。同9年（1604年）7月、京都所司代板倉勝重によって家康の嫡孫・竹千代（後の徳川家光）の乳母の募集が行われ、これに妻の福が志願して採用されると、福と離縁した。その経緯については諸説あるが、正成が愛人を作ったと知った福が激怒して家を去ったとする説、勝手に乳母に応募した事に激怒した正成が離縁した説、乳母に採用された事を知って「女房の御蔭で出世した」といわれるのを恥じて離縁状を出した説、福に江戸幕府から直接乳母に召されるという話を正成が受けて、福も乳母として幕府に忠勤すれば夫の仕官や立身出世に繋がるのではと考え、正成が美濃十七条藩主に取り立てられたのを見届けてから離縁したという説、更にこれらの出来事は全て口実で正成を家康に仕官させるために正成と福が示し合わせて離縁したとする説などがある。なお、稲葉家は本来の嫡男であった正次ではなく、福の産んだ子であるという理由で正勝が継いでおり、少なくとも離縁後も福と稲葉家の繋がりが深いことは事実である。
後に家康に召し出され、以後は徳川氏の家臣として仕える。慶長12年（1607年）には旧領の美濃国内に1万石の領地を与えられ大名に列した（十七条藩）後、家康の孫・松平忠昌の家老、清崎城主となる。大坂夏の陣では忠昌を補佐して戦功を挙げて、元和4年（1618年）に越後糸魚川2万石の所領を与えられ、忠昌の附家老となった。寛永元年（1624年）、忠昌の越前国福井藩相続に従わず、勝手に出奔・浪人し、幕府により子・正勝の領内で蟄居を命ぜられる。（ただし四男の正房、その子孫は越前家に仕えた。）寛永4年（1627年）、独立した大名として再び召し出され下野真岡藩2万石に封じられる。
寛永5年（1628年）、死去。享年58。正勝の子孫は山城国淀藩主として、外孫の堀田正盛の子孫は下総国佐倉藩主として明治維新まで続いた。

## その他
江戸時代中期の『常山紀談』には、ある説によればとして、丹羽山城（助兵衛）、谷出羽、笹野才蔵、稲葉内匠、中黒道随、渡辺勘兵衛、辻小作は義兄弟の約束をして武勇に励み、立身を誓い合って「天下七兄弟」と呼ばれたという。
明治時代中期までは、真岡市の般若寺に正成の特別霊廟があった。霊廟には遺骨、位牌、正成の木像が安置されていたが、度重なる火災で位牌だけが残っている。大河ドラマ『春日局』が放送されると、般若寺に多くの作品ファンが詰めかけた。

## 系譜
- 父：林政秀
- 母：安藤某の娘
- 養父：稲葉重通
- 正室：稲葉重通の娘
  - 長男：正次
  - 女子：まん（堀田正吉正室）
- 継室：福（春日局、稲葉重通の養女・斎藤利三の娘）
  - 次男：正勝
  - 三男：正定
  - 五男：正利
- 継々室：与祢（山内康豊の娘）
  - 十男：正吉
  - 女子：朽木稙綱正室
- 生母不詳の子女
  - 四男：正房
- 養子女
  - 養子：政貞

## 稲葉正成を演じた人物
- 山下真司　NHK大河ドラマ・春日局（1989年）
- 石川武　NHK大河ドラマ・葵 徳川三代（2000年）
- 神保悟志　大奥第一章（2004年)